# Вагнер, Карл (художник, 1839)
Карл Людвиг Фридрих Вагнер (нем. Karl Wagner; 8 мая 1839, Карлсруэ — 15 августа 1923, Дюссельдорф) — немецкий живописец академического направления.

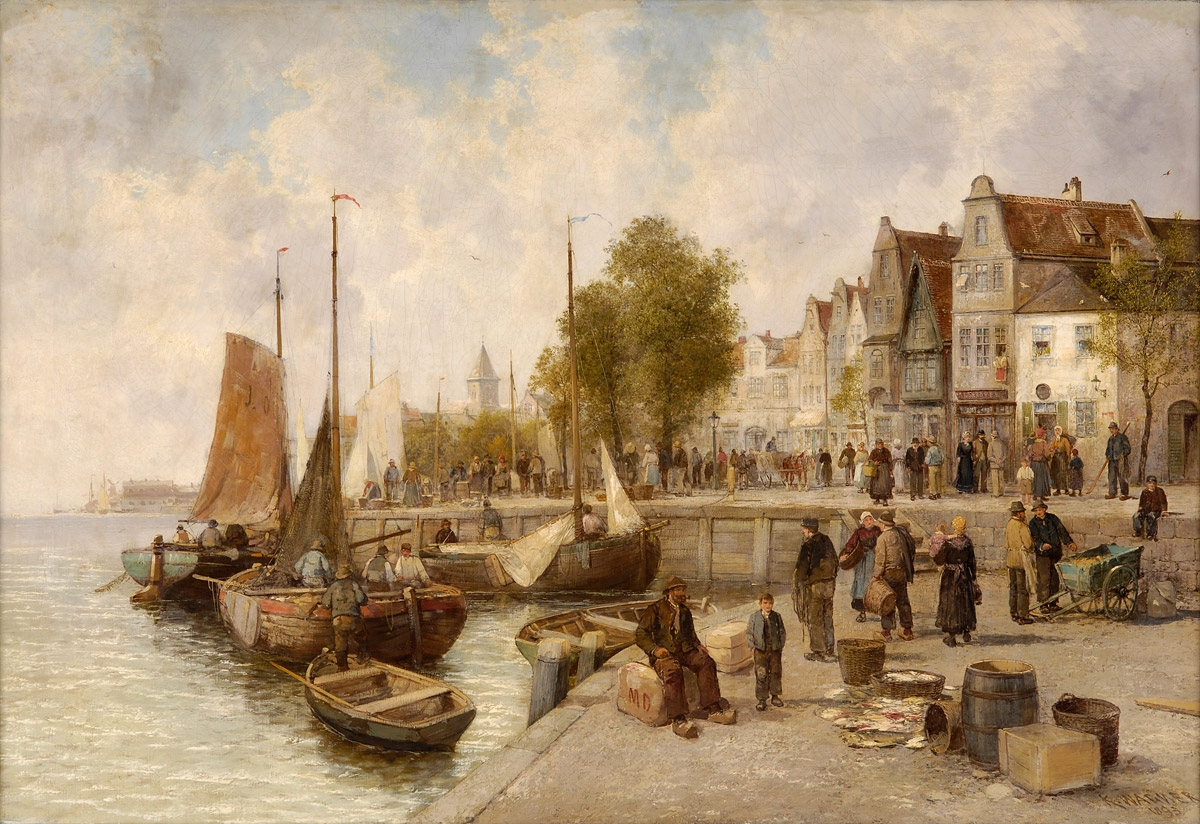
Базарный день в портовом городе, 1893

## Биография

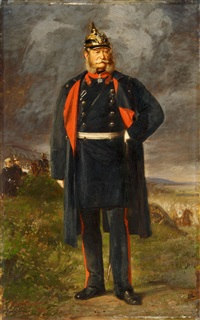
Портрет кайзера Вильгельма I

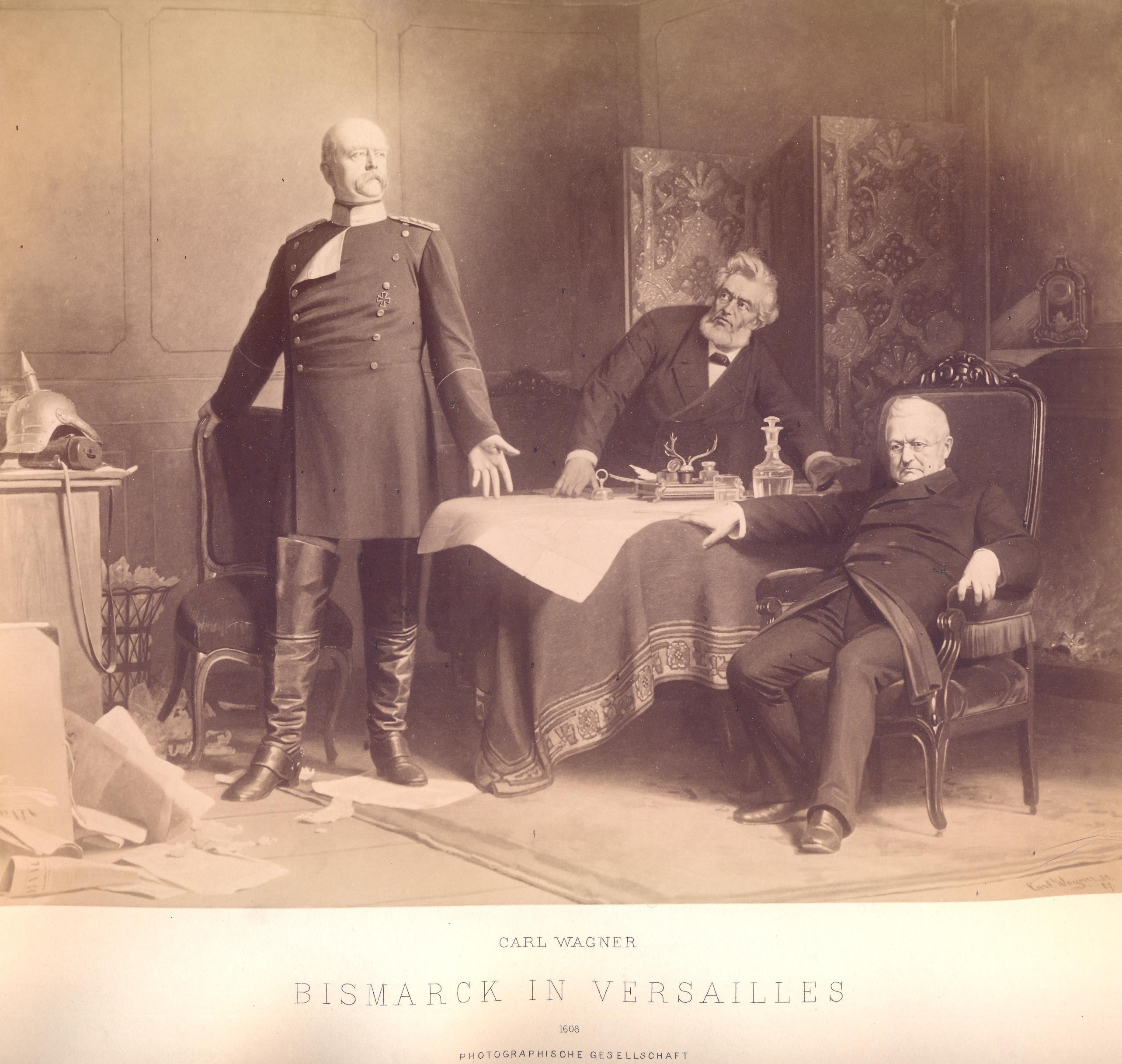
Бисмарк в Версале

Окончил Академию изобразительных искусств Карлсруэ. Писал картины исторического жанра, после 1870 года стал создавать батальные картины из истории франко-прусской войны, в том числе встречу Отто фон Бисмарка с Наполеоном III, переговоры Бисмарка с Адольфом Тьером и Жюлем Фавром, а также «Кайзер Вильгельм и его паладины», распространявшиеся посредством гравюр. Его оригинальные картины в основном оказались в США.
Известен также картинами в жанре марины. Он создал множество портретов, таких как портреты великого герцога Фридриха I Баденского, императоров Вильгельма I и Вильгельма II, Отто фон Бисмарка и других.
Произведения Вагнера экспонируются в Национальной галерее Берлина, Кунстхалле (Карлсруэ), в ратуше Штольберга и других музейных собраниях.